# Photographie
Photographie è il primo album solista di DJ Tayone, già membro di Alien Army e Fluxer.
L'album, fedele al titolo, è una collezione dei tasselli che hanno composto la carriera del dj italiano, tra collaborazioni con nomi noti legati al mondo del cinema, come Franco Micalizzi e altre legate all'ambito urban, come Patrick dei Casino Royale o Antianti.
Nonostante il progetto sia stato pubblicizzato specialmente in ambito hip hop, genere musicale dal quale Tayone proviene, l'album è una miscela di versi elementi, dal soul, all'hip hop alla black music in senso lato.

## Tracce
1. Don't Mean a Thing
2. Special ft. Emilia Majello (Planet Funk)
3. You Got Me Down ft. Patrick Benifei (Casino Royale, Africa Unite)
4. Get Some More Remix ft. Blurum 13 (Dj Vadim)
5. Hora Da Revolucão ft. Silvia Donati ( Xangò, Standhard 3io)
6. Passione Remix ft. Neffa
7. Tokai Remix (Antianti) ft. Samuel (Subsonica) + Veronica
8. Trinity Live con Franco Micalizzi & The Big Bubbling Band
9. Admit ft. Patrick Benifei (Casino Royale, Africa Unite)
10. That's the Way ft. Sean (Radical Stuff)

## Singoli
- You Got Me Down, del singolo è stato realizzato un video, al quale partecipa come guest star il mago Silvan.